# 마르틴 외데고르
마르틴 외데고르(노르웨이어: Martin Ødegaard, 1998년 12월 17일 ~ )는 노르웨이의 축구 선수로 현재 잉글랜드 프리미어리그의 아스널 FC에서 공격형 미드필더로 뛰고 있으며 노르웨이 대표팀의 주장으로도 활약하고 있다.

## 클럽 경력
마르틴 외데고르는 2014년 4월 13일 올레순과의 경기에서 데뷔전을 치르게 되어 티펠리겐 최연소 출장 기록을 갈아치웠으며 그후 외데고르는 2015년에 레알 마드리드로 이적했다. 하지만 그는 레알 마드리드에서 주전경쟁에 밀리며 결국 2021/22시즌 아스날로 이적하게 된다.
외데고르는 아스날 이적이후 뛰어난 활약을 펼치며 현재 아스날의 주장을 하고있다.

## 국가대표팀 경력
2014년 8월 27일 아랍에미리트와의 A매치를 통해 노르웨이 축구 국가대표팀에 데뷔하게 되었으며, 10월 13일 그는 15세 300일의 나이로 불가리아와의 UEFA 유로 2016 예선을 치르게 되면서 UEFA 유럽 축구 선수권 대회 최연소 출장 기록을 세우게 된다.

## 플레이 스타일
노르웨이 리그라고는 하나, 프로 1부 리그에서 정기적으로 뛰면서 수비수를 한두 명 정도는 가볍게 제칠 수 있는 테크닉을 가지고 있다. 또한 자신이 만들어낸 공간으로 침투해들어가는 동료에게 직접 패스를 해주는 플레이메이커로도 동년배 사이에서는 우수하다고 할 수 있다. 드리블을 하면서 경기의 템포를 느리게 만드는 단점도 있으나, 순간순간마다 보여주는 창의성은 유럽에서 주목할만한 재능임이 틀림없다는 것을 말해준다. 아직 어린 선수이기 때문에 피지컬과 테크닉을 더 높은 순도로 완성시킨다면 다비드 실바와 유사한 스타일로 성장할 가능성이 높다.

## 수상

#### 레알 소시에다드
- 국왕컵 : 2019-20

#### 아스날
- FA 커뮤니티쉴드 : 2023

### 개인
- 엘리테세리엔 신인상 : 2014
- 에레디비시 시즌의 팀 : 2018-19
- PFA 올해의 팀 : 2022-23, 2023-24
- ESM 시즌의 팀 : 2022-23
- 노르웨이 올해의 선수 : 2019
- 크닉센 명예상 : 2022